# Dave Franco
Dave Franco, all'anagrafe David John Franco (Palo Alto, 12 giugno 1985), è un attore statunitense.

## Biografia
Nasce a Palo Alto, in California, figlio di Betsy, una poetessa, autrice ed editrice, e di Doug Franco. Il padre è di origini portoghesi e svedesi, mentre la madre è ebrea e discende da immigrati russi. Il nonno paterno è di origini portoghesi. Cresciuto in California con i due fratelli maggiori, Tom e James, anch'essi attori, Franco frequenta la University of Southern California, ma presto abbandona gli studi per dedicarsi alla recitazione. Oltre a recitare in numerosi video pubblicati sul web, è conosciuto per aver interpretato il personaggio di Cole Aaronson nella nona stagione della serie televisiva Scrubs - Medici ai primi ferri, Jack Wilder in Now You See Me - I maghi del crimine e Ian/Sam in Nerve.

### Vita privata
Il 13 marzo 2017 ha sposato l'attrice Alison Brie.

## Filmografia

### Attore

#### Cinema
- Frat Bros., regia di Christopher Liebe - cortometraggio (2006)
- After Sex - Dopo il sesso (After Sex), regia di Eric Amadio (2007)
- Suxbad - Tre menti sopra il pelo (Superbad), regia di Greg Mottola (2007) - cameo
- A Fuchsia Elephant, regia di Dianna Agron - cortometraggio (2009)
- The Shortcut, regia di Nicholaus Goossen (2009)
- Lo stravagante mondo di Greenberg (Greenberg), regia di Noah Baumbach (2010)
- Segui il tuo cuore (Charlie St. Cloud), regia di Burr Steers (2010)
- The Broken Tower, regia di James Franco (2011)
- Fright Night - Il vampiro della porta accanto (Fright Night), regia di Craig Gillespie (2011)
- Go F*ck Yourself with Dave Franco, regia di Rod Blackhurst e Brian McGinn - cortometraggio (2011)
- Bad Meat, regia di Lulu Jarmen (2011)
- Would You, regia di Rod Blackhurst e Brian McGinn - cortometraggio (2011)
- 21 Jump Street, regia di Phil Lord e Chris Miller (2012)
- Warm Bodies, regia di Jonathan Levine (2013)
- Now You See Me - I maghi del crimine (Now You See Me), regia di Louis Leterrier (2013)
- Cattivi vicini (Neighbors), regia di Nicholas Stoller (2014)
- 22 Jump Street, regia di Phil Lord e Chris Miller (2014)
- Affare fatto (Unfinished Business), regia di Ken Scott (2015)
- Now You See Me 2, regia di Jon M. Chu (2016)
- Cattivi vicini 2 (Neighbors 2: Sorority Rising), regia di Nicholas Stoller (2016)
- Nerve, regia di Henry Joost e Ariel Schulman (2016)
- The Disaster Artist, regia di James Franco (2017)
- The Little Hours, regia di Jeff Baena (2017)
- 6 Balloons, regia di Marja-Lewis Ryan (2018)
- Se la strada potesse parlare (If Beale Street Could Talk), regia di Barry Jenkins (2018)
- 6 Underground, regia di Michael Bay (2019)
- Zeroville, regia di James Franco (2019)
- Day Shift - A caccia di vampiri (Day Shift), regia di J. J. Perry (2022)
- Love Lies Bleeding, regia di Rose Glass (2024)
- Together, regia di Michael Shanks (2025)
- L'illusione perfetta - Now You See Me: Now You Don't (Now You See Me: Now You Don't), regia di Ruben Fleischer (2025)

#### Televisione
- Settimo cielo (7th Heaven) – serie TV, episodio 10x07 (2006)
- Do Not Disturb – serie TV, 5 episodi (2008)
- Greek - La confraternita (Greek) – serie TV, 6 episodi (2008)
- Privileged – serie TV, 5 episodi (2008-2009)
- Scrubs - Medici ai primi ferri (Scrubs) – serie TV, 13 episodi (2009-2010)
- Young Justice – serie TV, episodio 1x11 (2011) - voce
- Other Space - serie TV episodio 1x03 (2015)
- Easy – serie TV, 4 episodi (2016-2019)
- Afterparty – serie TV, 8 episodi (2022)
- The Studio - serie TV, episodi 1x03 e 1x09 (2025)

### Doppiatore
- The LEGO Movie, regia di Phil Lord e Christopher Miller (2014)
- LEGO Ninjago - Il film (The LEGO Ninjago Movie), regia di Charlie Bean (2017)

### Regista
- The Rental (2020)
- Mi ricorda qualcuno (Somebody I Used to Know) (2023)

## Riconoscimenti
- 2015 – MTV Movie Awards[7][8]
  - Miglior coppia con Zac Efron per Cattivi vicini

## Doppiatori italiani
Nelle versioni in italiano delle opere in cui ha recitato, Dave Franco è stato doppiato da:
- Davide Perino in After Sex - Dopo il sesso, Warm Bodies, Cattivi vicini, Cattivi vicini 2, 6 palloncini, Love Lies Bleeding
- Marco Vivio in Scrubs - Medici ai primi ferri, Now You See Me - I maghi del crimine, Now You See Me 2, Nerve, The Studio
- Jacopo Venturiero in Se la strada potesse parlare, 6 Underground, Day Shift - A caccia di vampiri
- Daniele Raffaeli in 21 Jump Street, 22 Jump Street
- Alessio Puccio in Fright Night - Il vampiro della porta accanto
- Gabriele Lopez in Suxbad - Tre menti sopra il pelo
- Daniele Giuliani in Affare fatto
- Federico Viola in The Disaster Artist
- Luca Mannocci in Easy
- Andrea Mete in Bojack Horseman

Da doppiatore è sostituito da:
- Davide Perino in LEGO Ninjago - Il film